# Rehainviller
Rehainviller é uma comuna francesa na região administrativa de Grande Leste, no departamento de Meurthe-et-Moselle. Estende-se por uma área de 5,64 km². Em 2010 a comuna tinha 1 063 habitantes (densidade: 188,5 hab./km²).